# 大久保駅 (秋田県)
大久保駅（おおくぼえき）は、秋田県潟上市昭和大久保字下虻川境にある、東日本旅客鉄道（JR東日本）奥羽本線の駅である。
中央本線（中央・総武緩行線）の大久保駅あるいは山陽本線の大久保駅と区別するため、当駅発着の切符には「（奥）大久保」と印字される。
以前は一部の特急・急行停車駅であった。

## 歴史

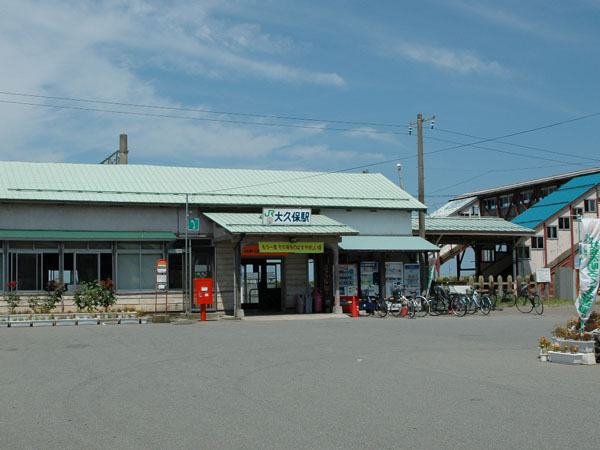
旧駅舎（2004年8月）

- 1902年（明治35年）10月21日：国鉄の駅として南秋田郡大久保村に開業[2]。
- 1903年（明治36年）12月11日：大久保電信取扱所を開設[3]。公衆電報の取り扱いを開始。
- 1981年（昭和56年）10月15日：貨物の取り扱いを廃止[4]。
- 1984年（昭和59年）2月1日：荷物扱いを廃止[4]。
- 1986年（昭和61年）11月1日：駅員無配置駅となり[5]、簡易委託化[新聞 1]。
- 1987年（昭和62年）4月1日：国鉄分割民営化により、JR東日本の駅となる[4]。
- 2010年（平成22年）4月1日：追分駅から土崎駅に管理駅が変更となる[要出典]。
- 2015年（平成27年）
  - 9月：駅舎の改築工事実施に伴い、仮駅舎での営業を開始[報道 1]。
  - 12月26日：駅舎が改築され、新駅舎の供用を開始する[報道 1][新聞 2]。
- 2016年（平成28年）
  - 3月26日：すべての快速の停車駅となる[報道 2]。
  - 3月27日：仮駅舎撤去および駅駐車場が完成し、全面使用を開始[報道 3]。
- 2023年（令和5年）1月24日：午前7時10分ごろ、八郎潟発秋田行き普通列車（3両編成）が停止位置を約260メートル超えてオーバーラン[新聞 3]。乗客約130人にけがはなし[新聞 3]。
- 2024年（令和6年）10月1日：えきねっとQチケのサービスを開始[1][報道 4]。

## 駅構造
相対式ホーム2面2線を有する地上駅である。互いのホームは跨線橋で連絡している。かつては単式・島式ホーム2面3線であったが、旧3番線は線路が撤去された。
土崎駅管理の簡易委託駅（潟上市委託）。

### のりば
| 番線 | 路線      | 方向 | 行先     |
| ---- | --------- | ---- | -------- |
| 1    | ■奥羽本線 | 上り | 秋田方面 |
| 2    | ■奥羽本線 | 下り | 青森方面 |

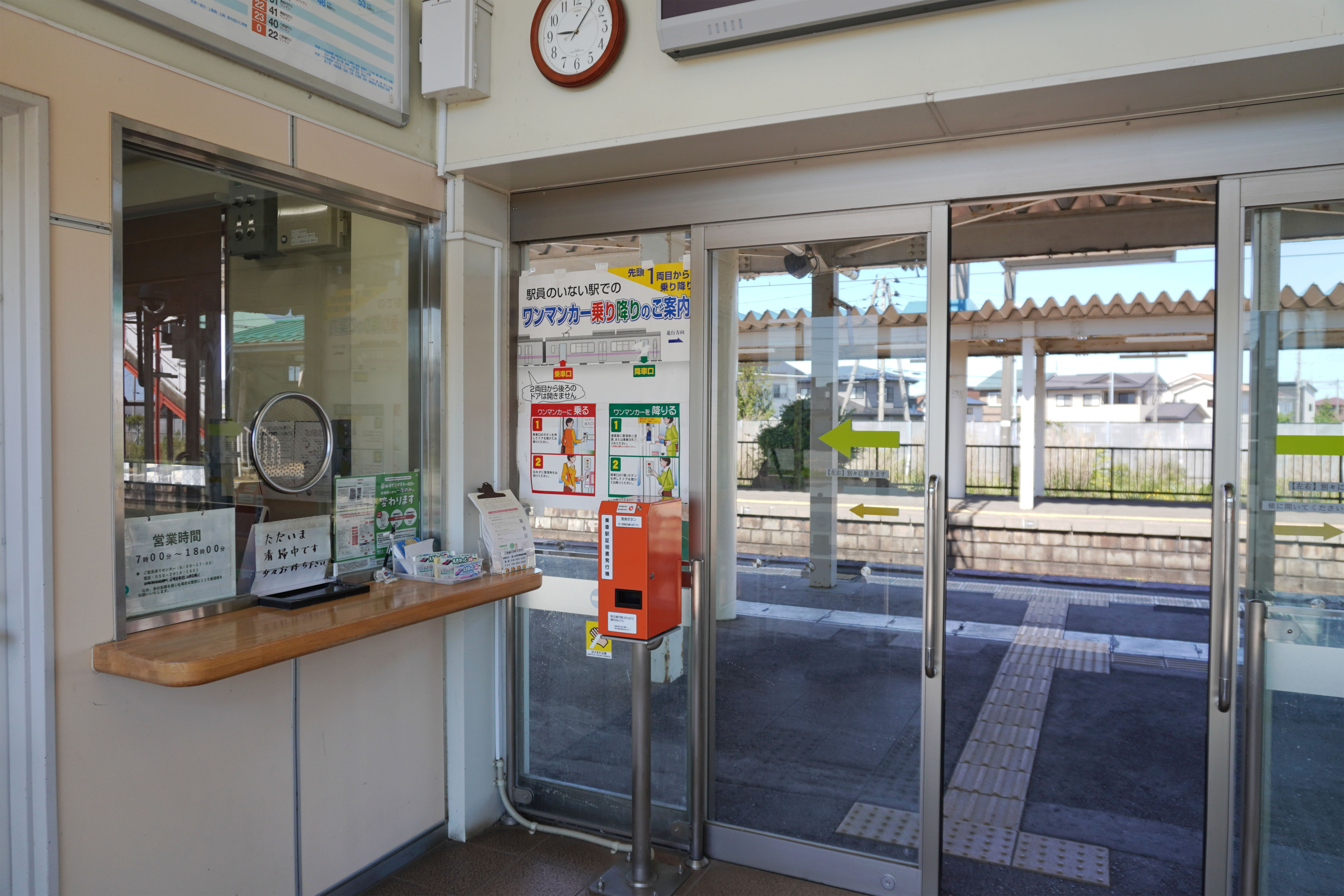
改札口と出札窓口（2024年5月）
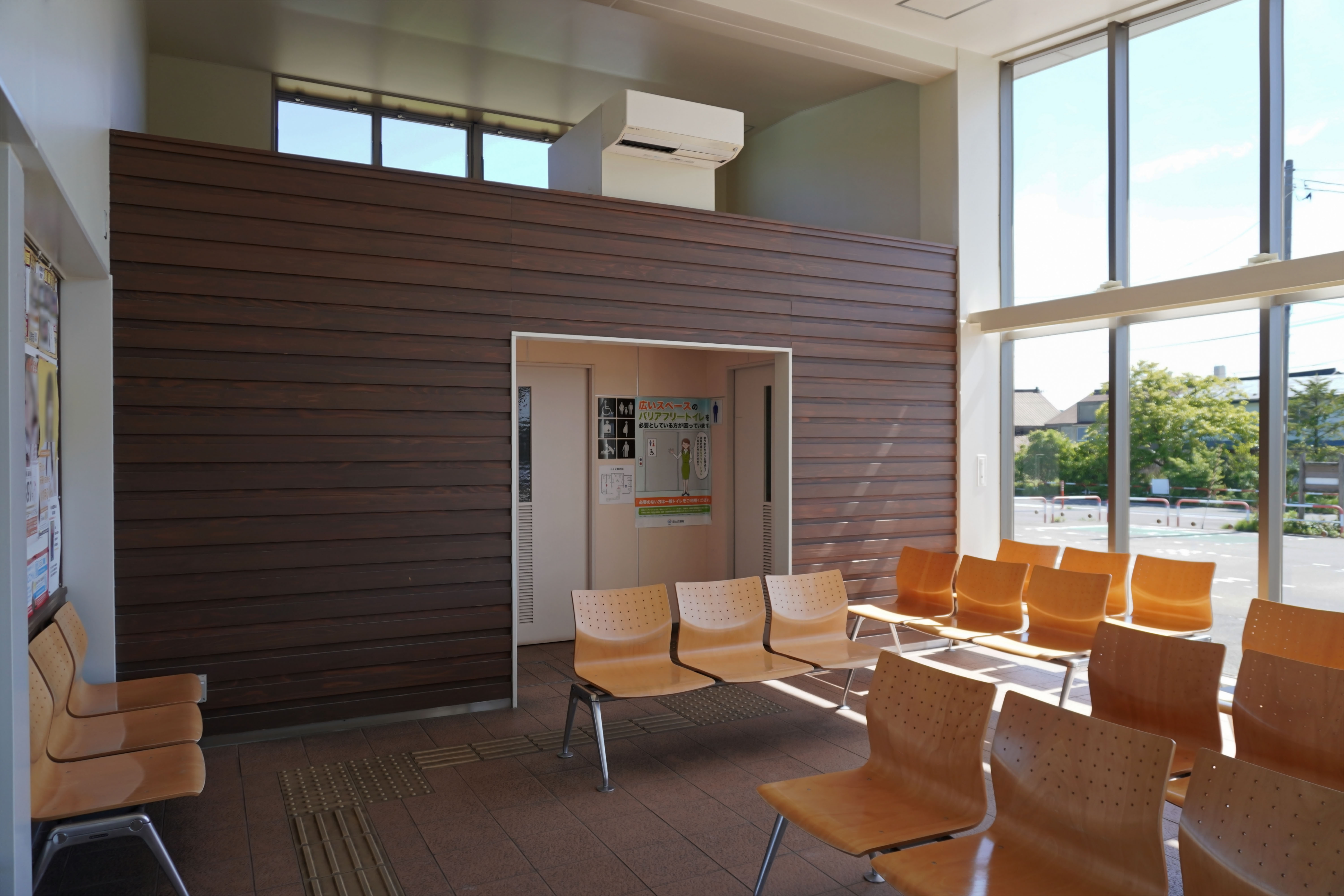
待合室（2024年5月）
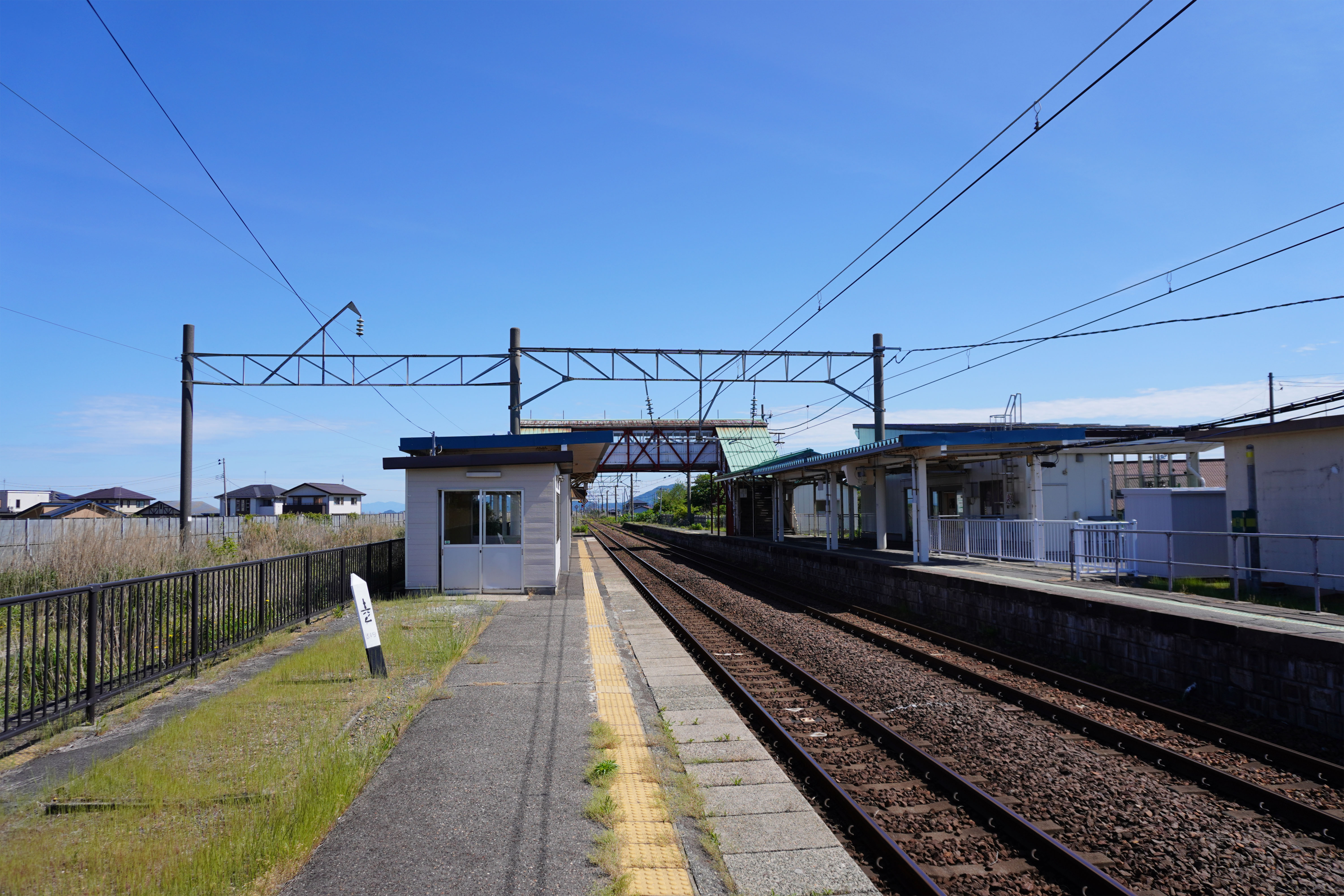
ホーム（2024年5月）

## 利用状況
JR東日本によると、2023年度（令和5年度）の1日平均乗車人員は339人である。
2000年度（平成12年度）以降の推移は以下のとおりである。なお、2010年度（平成22年度）と2011年度（平成23年度）の統計は公表されていない。
| 1日平均乗車人員推移 | 1日平均乗車人員推移 | 1日平均乗車人員推移 | 1日平均乗車人員推移 | 1日平均乗車人員推移 |
| 年度                | 定期外              | 定期                | 合計                | 出典                |
| ------------------- | ------------------- | ------------------- | ------------------- | ------------------- |
| 2000年（平成12年）  |                     |                     | 639                 | [ 利用客数 2 ]      |
| 2001年（平成13年）  |                     |                     | 624                 | [ 利用客数 3 ]      |
| 2002年（平成14年）  |                     |                     | 581                 | [ 利用客数 4 ]      |
| 2003年（平成15年）  |                     |                     | 552                 | [ 利用客数 5 ]      |
| 2004年（平成16年）  |                     |                     | 558                 | [ 利用客数 6 ]      |
| 2005年（平成17年）  |                     |                     | 538                 | [ 利用客数 7 ]      |
| 2006年（平成18年）  |                     |                     | 531                 | [ 利用客数 8 ]      |
| 2007年（平成19年）  |                     |                     | 507                 | [ 利用客数 9 ]      |
| 2008年（平成20年）  |                     |                     | 519                 | [ 利用客数 10 ]     |
| 2009年（平成21年）  |                     |                     | 491                 | [ 利用客数 11 ]     |
| 2010年（平成22年）  | 非公表              | 非公表              | 非公表              |                     |
| 2011年（平成23年）  | 非公表              | 非公表              | 非公表              |                     |
| 2012年（平成24年）  | 97                  | 373                 | 470                 | [ 利用客数 12 ]     |
| 2013年（平成25年）  | 95                  | 375                 | 470                 | [ 利用客数 13 ]     |
| 2014年（平成26年）  | 89                  | 338                 | 427                 | [ 利用客数 14 ]     |
| 2015年（平成27年）  | 88                  | 348                 | 436                 | [ 利用客数 15 ]     |
| 2016年（平成28年）  | 92                  | 346                 | 439                 | [ 利用客数 16 ]     |
| 2017年（平成29年）  | 91                  | 331                 | 423                 | [ 利用客数 17 ]     |
| 2018年（平成30年）  | 85                  | 315                 | 400                 | [ 利用客数 18 ]     |
| 2019年（令和元年）  | 79                  | 310                 | 390                 | [ 利用客数 19 ]     |
| 2020年（令和02年）  | 50                  | 310                 | 361                 | [ 利用客数 20 ]     |
| 2021年（令和03年）  | 48                  | 298                 | 347                 | [ 利用客数 21 ]     |
| 2022年（令和04年）  | 57                  | 274                 | 332                 | [ 利用客数 22 ]     |
| 2023年（令和05年）  | 67                  | 271                 | 339                 | [ 利用客数 1 ]      |

## 駅周辺
- 秋田県道229号古井内大久保停車場線
- 秋田県道104号男鹿昭和飯田川線
- 潟上市役所昭和出張所（旧・昭和町役場）
  - 潟上市立昭和こども園
- 大久保郵便局
- 潟上市立羽城中学校
- 潟上市昭和武道館
- 秋田銀行大久保支店
- 北都銀行昭和支店
- 秋田信用金庫昭和支店
- あきた湖東農業協同組合潟上支所

## 隣の駅
東日本旅客鉄道（JR東日本）
■奥羽本線
□快速・■普通
追分駅 - *（大清水信号場） - 大久保駅 - 羽後飯塚駅
*打消線は廃止信号場

### 記事本文

#### 報道発表資料
1. 1 2  「奥羽本線 大久保駅が新しくなります (PDF)」（プレスリリース）、東日本旅客鉄道秋田支社、2015年12月1日。2015年12月31日閲覧。
2. ↑  「2016年3月ダイヤ改正について (PDF)」（プレスリリース）、東日本旅客鉄道秋田支社、2015年12月18日、5頁。2016年3月21日閲覧。
3. ↑  「大久保駅及び周辺設備を全面使用開始します (PDF)」（プレスリリース）、東日本旅客鉄道秋田支社、2016年3月18日。2020年5月17日閲覧。
4. ↑  「Suicaエリア外もチケットレスで! 東北エリアから「えきねっとQチケ」がはじまります (PDF)」（プレスリリース）、東日本旅客鉄道、2024年7月11日。2024年8月6日閲覧。

#### 新聞記事
1. ↑  「12直営駅を合理化」『秋田魁新報』秋田魁新報社、1986年5月25日、朝刊、15面。
2. ↑  「JR秋田支社・他 奥羽線大久保駅で記念式典」『交通新聞』交通新聞社、2016年3月31日。
3. 1 2  「潟上市・JR大久保駅 列車がオーバーラン」『秋田魁新報』秋田魁新報社、2023年1月25日、24面。

### 利用状況
1. 1 2  「各駅の乗車人員 2023年度 101位以下（7）| 企業サイト：JR東日本」東日本旅客鉄道。2025年7月19日閲覧。
2. ↑  「JR東日本：各駅の乗車人員（2000年度）」東日本旅客鉄道。2025年7月19日閲覧。
3. ↑  「JR東日本：各駅の乗車人員（2001年度）」東日本旅客鉄道。2025年7月19日閲覧。
4. ↑  「JR東日本：各駅の乗車人員（2002年度）」東日本旅客鉄道。2025年7月19日閲覧。
5. ↑  「JR東日本：各駅の乗車人員（2003年度）」東日本旅客鉄道。2025年7月19日閲覧。
6. ↑  「JR東日本：各駅の乗車人員（2004年度）」東日本旅客鉄道。2025年7月19日閲覧。
7. ↑  「JR東日本：各駅の乗車人員（2005年度）」東日本旅客鉄道。2025年7月19日閲覧。
8. ↑  「JR東日本：各駅の乗車人員（2006年度）」東日本旅客鉄道。2025年7月19日閲覧。
9. ↑  「JR東日本：各駅の乗車人員（2007年度）」東日本旅客鉄道。2025年7月19日閲覧。
10. ↑  「JR東日本：各駅の乗車人員（2008年度）」東日本旅客鉄道。2025年7月19日閲覧。
11. ↑  「JR東日本：各駅の乗車人員（2009年度）」東日本旅客鉄道。2025年7月19日閲覧。
12. ↑  「JR東日本：各駅の乗車人員（2012年度）」東日本旅客鉄道。2025年7月19日閲覧。
13. ↑  「各駅の乗車人員 2013年度 ベスト100以外（7）：JR東日本」東日本旅客鉄道。2025年7月19日閲覧。
14. ↑  「各駅の乗車人員 2014年度 ベスト100以外（7）：JR東日本」東日本旅客鉄道。2025年7月19日閲覧。
15. ↑  「各駅の乗車人員 2015年度 ベスト100以外（7）：JR東日本」東日本旅客鉄道。2025年7月19日閲覧。
16. ↑  「各駅の乗車人員 2016年度 ベスト100以外（7）：JR東日本」東日本旅客鉄道。2025年7月19日閲覧。
17. ↑  「各駅の乗車人員 2017年度 ベスト100以外（7）：JR東日本」東日本旅客鉄道。2025年7月19日閲覧。
18. ↑  「各駅の乗車人員 2018年度 ベスト100以外（7）：JR東日本」東日本旅客鉄道。2025年7月19日閲覧。
19. ↑  「各駅の乗車人員 2019年度 ベスト100以外（7）：JR東日本」東日本旅客鉄道。2025年7月19日閲覧。
20. ↑  「各駅の乗車人員 2020年度 101位以下（7）| 企業サイト：JR東日本」東日本旅客鉄道。2025年7月19日閲覧。
21. ↑  「各駅の乗車人員 2021年度 101位以下（7）| 企業サイト：JR東日本」東日本旅客鉄道。2025年7月19日閲覧。
22. ↑  「各駅の乗車人員 2022年度 101位以下（7）| 企業サイト：JR東日本」東日本旅客鉄道。2025年7月19日閲覧。